# Florian Makhedjouf
Florian Makhedjouf (Ivry-sur-Seine, 11 gennaio 1991) è un ex calciatore francese naturalizzato algerino, di ruolo centrocampista.

## Caratteristiche tecniche
È un centrocampista difensivo.

## Carriera

### Club
Cresciuto nelle giovanili dell'Paris Saint-Germain, debutta in prima squadra il 15 dicembre 2010 in occasione del match di Europa League contro il Karpaty pareggiato 1-1.

## Statistiche

### Presenze e reti nei club
Statistiche aggiornate al 19 maggio 2017.
| Stagione        | Squadra             | Campionato      | Campionato | Campionato | Coppe nazionali | Coppe nazionali | Coppe nazionali | Coppe continentali | Coppe continentali | Coppe continentali | Altre coppe | Altre coppe | Altre coppe | Totale | Totale |
| Stagione        | Squadra             | Comp            | Pres       | Reti       | Comp            | Pres            | Reti            | Comp               | Pres               | Reti               | Comp        | Pres        | Reti        | Pres   | Reti   |
| --------------- | ------------------- | --------------- | ---------- | ---------- | --------------- | --------------- | --------------- | ------------------ | ------------------ | ------------------ | ----------- | ----------- | ----------- | ------ | ------ |
| 2010-2011       | Paris Saint-Germain | L2              | 0          | 0          | CdF+CdL         | 1               | 0               | UEL                | 2                  | 0                  | -           | -           | -           | 3      | 0      |
| 2011-2012       | Sedan               | L2              | 11         | 1          | CdF+CdL         | 2+2             | 1+0             | -                  | -                  | -                  | -           | -           | -           | 15     | 2      |
| 2012-2013       | Sedan               | L2              | 22         | 1          | CdF+CdL         | 1+1             | 0+1             | -                  | -                  | -                  | -           | -           | -           | 24     | 2      |
| Totale Sedan    | Totale Sedan        | Totale Sedan    | 33         | 2          |                 | 6               | 2               |                    | -                  | -                  |             | -           | -           | 39     | 4      |
| 2013-2014       | Red Star            | NAT             | 26         | 3          | CdF+CdL         | 0               | 0               | -                  | -                  | -                  | -           | -           | -           | 26     | 3      |
| 2014-2015       | Red Star            | NAT             | 31         | 4          | CdF+CdL         | 4+0             | 0               | -                  | -                  | -                  | -           | -           | -           | 35     | 4      |
| 2015-2016       | Red Star            | L2              | 29         | 3          | CdF+CdL         | 0               | 0               | -                  | -                  | -                  | -           | -           | -           | 29     | 3      |
| 2016-2017       | Red Star            | L2              | 21         | 1          | CdF+CdL         | 1+1             | 0               | -                  | -                  | -                  | -           | -           | -           | 23     | 1      |
| Totale Red Star | Totale Red Star     | Totale Red Star | 107        | 11         |                 | 6               | 0               |                    | -                  | -                  |             | -           | -           | 113    | 11     |
| Totale carriera | Totale carriera     | Totale carriera | 140        | 13         |                 | 13              | 2               |                    | 2                  | 0                  |             | -           | -           | 155    | 15     |

## Palmarès
- Championnat National: 1

Red Star: 2014-2015